# 基卡什山
10°3′16″S 77°6′0″W / 10.05444°S 77.10000°W

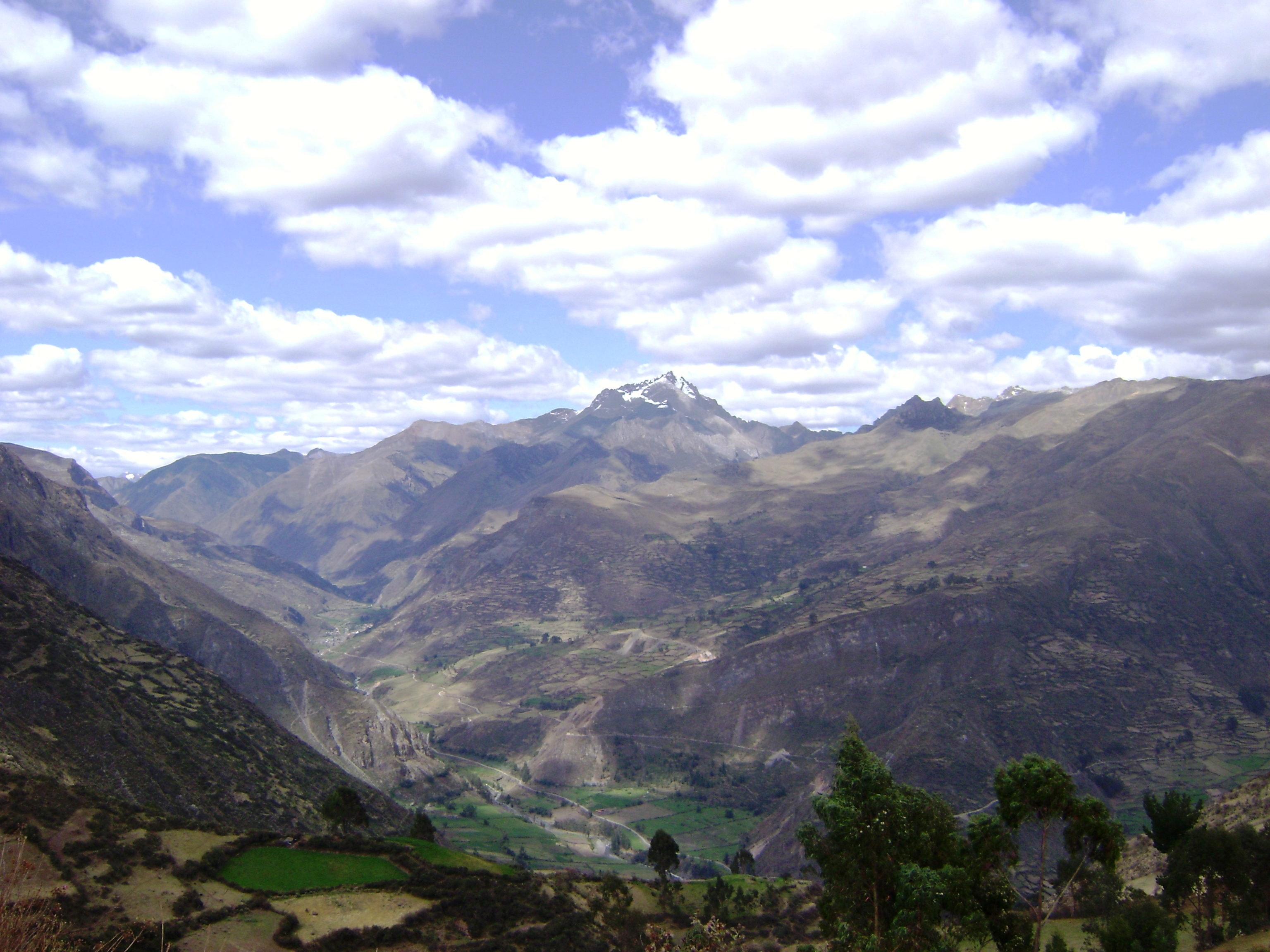

基卡什山（西班牙語：Quicash），是秘魯的山峰，位於該國北部安卡什大區的博洛涅西省，屬於安第斯山脈中瓦良卡山脈的一部分，海拔高度約5,338米。